# جائزة كتالونيا الكبرى للدراجات النارية 1996
جائزة كتالونيا الكبرى للدراجات النارية 1996 هو سباق دراجات نارية أقيم بتاريخ 15 سبتمبر 1996 في حلبة دي كاتلونيا. كان الجولة الثالثة عشر من أصل 15 في سباق الجائزة الكبرى للدراجات النارية موسم 1996. فاز الإسباني كارلوس تشيكا بفئة 500 سي سي بينما جاء الأسترالي ميك دوهان في المركز الثاني.

## وصلات خارجية
- الموقع الرسمي